# Langues au Vatican
Les langues officielles du Vatican sont l'italien (pour l'État de la Cité du Vatican), le latin (langue officielle de l’Église catholique et langue juridique du Vatican), le français (pour la diplomatie du Saint-Siège, le Vatican étant enregistré comme État francophone auprès des organisations internationales) et l'allemand (l'une des langues de l’armée du Vatican, la garde suisse pontificale).
Sont également utilisés :
- l'italien, pour le dialogue avec le diocèse de Rome et avec le monde entier;
- le français, l'anglais et l'espagnol pour le dialogue avec les catholiques du monde entier ;
- le français, l'anglais, l'italien, le portugais, l'espagnol, l'allemand, l'arabe, le chinois et le latin sur son site web.

## Statistiques diverses
- Langues des sites internet en ".va" (2021)[2] : italien 76 %, anglais 28 %, allemand 4 % [Quoi ?]
- Langues de consultation de Wikipédia (2013) : italien 49 %, anglais 24 %, allemand 11 %, français 6 %, etc.